# God (존 레논의 노래)
〈God〉은 존 레논의 첫 정규 솔로 음반 《John Lennon/Plastic Ono Band》에 수록된 노래다. 음반에 담겨 1970년 12월 11일 미국과 영국에서 동시에 출시되었다. 노래는 공개와 동시에 반종교 주제로 많은 논란을 불러일으켰다.

## 의미
노래는 세 부분으로 나눠져 있다.
첫 번째 부분은, 레논이 신이 "우리의 고통을 가늠하기 위한 개념"이라고 설명하는 것이다.
두 번째 부분은, 레논 자신이 믿지 않는 여러 유명인을 나열하며 본인과 요코만을 믿는다고 주장하는 것이다. 그는 마법, 역경, 타로, 히틀러, 예수, 케네디, 붓다, 만트라, 기타, 엘비스, 지머맨, 그리고 비틀즈 등을 믿지 않는다고 말한다.
마지막 부분은, 레논이 비틀즈 이후로 완전히 바뀌었음을 시사하고 있다. 그는 더 이상 "Dreamweaver"나 "The Walrus"가 아님을 주장하며, 자신은 그저 "존"이라고 말한다. 노래의 마지막 구절인 "The dream is over"은 "비틀즈는 신이다"라는 신화에 그가 가지고 있는 입장을 대변하고 있다. 레논은 "만약 신이 있다면 ... 그건 우리 모두일 것"이라고 설명했다.

## 참여 인원
오리지널 녹음에서 참여한 사람은 다음과 같다.
- 존 레논 – 보컬, 피아노
- 빌리 프레스턴 – 피아노
- 링고 스타 – 드럼
- 클라우스 부어만 – 베이스